# Kazimierz Szydło
Kazimierz Szydło (ur. 27 października 1919 w Żeglcach, zm. 7 czerwca 2017 w Londynie) – polski żołnierz, uczestnik II wojny światowej i emigrant w Wielkiej Brytanii. Pułkownik Wojska Polskiego. Kawaler Orderu Virtuti Militari.

## Życiorys
Urodził się 27 października 1919 we wsi Żeglce na Podkarpaciu. Od sierpnia 1941 do marca 1942 w szeregach Karpackiego Pułku Artylerii wziął udział w obronie Tobruku i w walkach prowadzonych na Pustyni Libijskiej. W lipcu 1942 został mianowany podporucznikiem. Od lutego 1944 roku uczestniczył w kampanii włoskiej, jako oficer 1 Karpackiego Pułku Artylerii Lekkiej.
Zmarł 7 czerwca 2017 w Londynie w wieku 97 lat.

## Ordery i odznaczenia
- Krzyż Srebrny Orderu Virtuti Militari[1]
- Krzyż Walecznych (dwukrotnie)[1]
- Złoty Krzyż Zasługi (1980)[2]
- Krzyż Pamiątkowy Monte Cassino[1]
- Medal Wojska[1]
- inne odznaczenia polskie i brytyjskie[1]